# Atypus liui
Espèce
Atypus liui est une espèce d'araignées mygalomorphes de la famille des Atypidae.

## Distribution
Cette espèce est endémique de Chine. Elle se rencontre au Hunan, au Guangxi, au Guizhou, au Hubei, au Jiangxi, au Anhui et au Henan.

## Description
Le mâle holotype mesure 11,33 mm et la femelle paratype 19,38 mm.

## Systématique et taxinomie
Cette espèce a été décrite par en Li & Xu, 2025.

## Étymologie
Cette espèce est nommée en l'honneur de Feng-xiang Liu.

## Publication originale
- Li, Li, Li & Xu, 2025 : « Two new species of the purse-web spider genus Atypus Latreille, 1804 from China (Araneae, Atypidae). » ZooKeys, vol. 1229, p. 201-212 (texte intégral).